# Anatomy of the Tide
Anatomy of the Tide é um filme independente de drama dirigido e escrito por Joel Strunk, a partir do roteiro que foi semifinalista do prêmio Nicholl Fellowship 2010. Foi apresentado pela primeira vez em 2013 e lançado no Woods Hole Film Festival em 2016.

## Sinopse
O filme segue a história de Kyle Waterman, que anos após ser vítima de abuso sexual de um padre local se sente atordoado, após ser abordado por um promotor para testemunhar contra o agressor para ajudar outras vítimas mais jovens.

## Elenco
- Robbie Amell como Brad McManus
- Jamie-Lynn Sigler como Gina Harper
- Spencer Locke como Bridgett Harriman
- Gabriel Basso como Kyle Waterman
- Danny Flaherty como Trent Page (como Daniel Flaherty)
- John Shea como Davis Harriman
- John Fiore como Lindell Parks
- Susan Traylor como Kim Brewer
- James Colby como Maynard Waterman
- Nathan Keyes como Donny Brewer
- Alison Wachtler como Srta. Samuels
- Robb Buckland como Sternman
- Brian Chamberlain como Curtis Holman
- Michael Dardis Walsh como Rusty

## Prêmios e indicações
| Ano  | Prêmio                    | Categoria            | Autor         | Resultado |
| ---- | ------------------------- | -------------------- | ------------- | --------- |
| 2015 | Southampton Film Festival | Melhor trilha sonora | Fatrin Krajka | Venceu    |